# 永瀬あや
永瀬 あや（ながせ あや、1989年6月11日 - ）は、日本の元レースクイーン、元グラビアアイドル。
神奈川県出身。ワンエイトプロモーションに所属していた。

## 経歴
イベントコンパニオンを経て、「松林彩」名義で2012年にレースクイーンとしてデビュー。2014年2月「永瀬あや」に改名した。
D1グランプリやSUPER GTで活動し、レースクイーン・ユニットの「ドリフトエンジェルス」（以下「ドリエン」）の一員として歌や踊りを披露。2014年、初のグラビアDVD『Hip & Leg』がイーネット・フロンティアより発売される。
2015年9月24日、恵比寿★マスカッツのメンバーになり、バラエティ番組『マスカットナイト』にレギュラー出演するが、2016年3月17日（3月16日深夜）放送の同番組で、妊娠5ヵ月であり産休のため活動を休止することを発表。同年7月20日、無事男の子を出産した。同年11月3日、育児に専念するため、恵比寿★マスカッツからの卒業を発表した。その後所属していたワンエイトプロモーションを退所している。

## 人物・エピソード
- 趣味はゴルフ、料理、買い物、ピアノ。

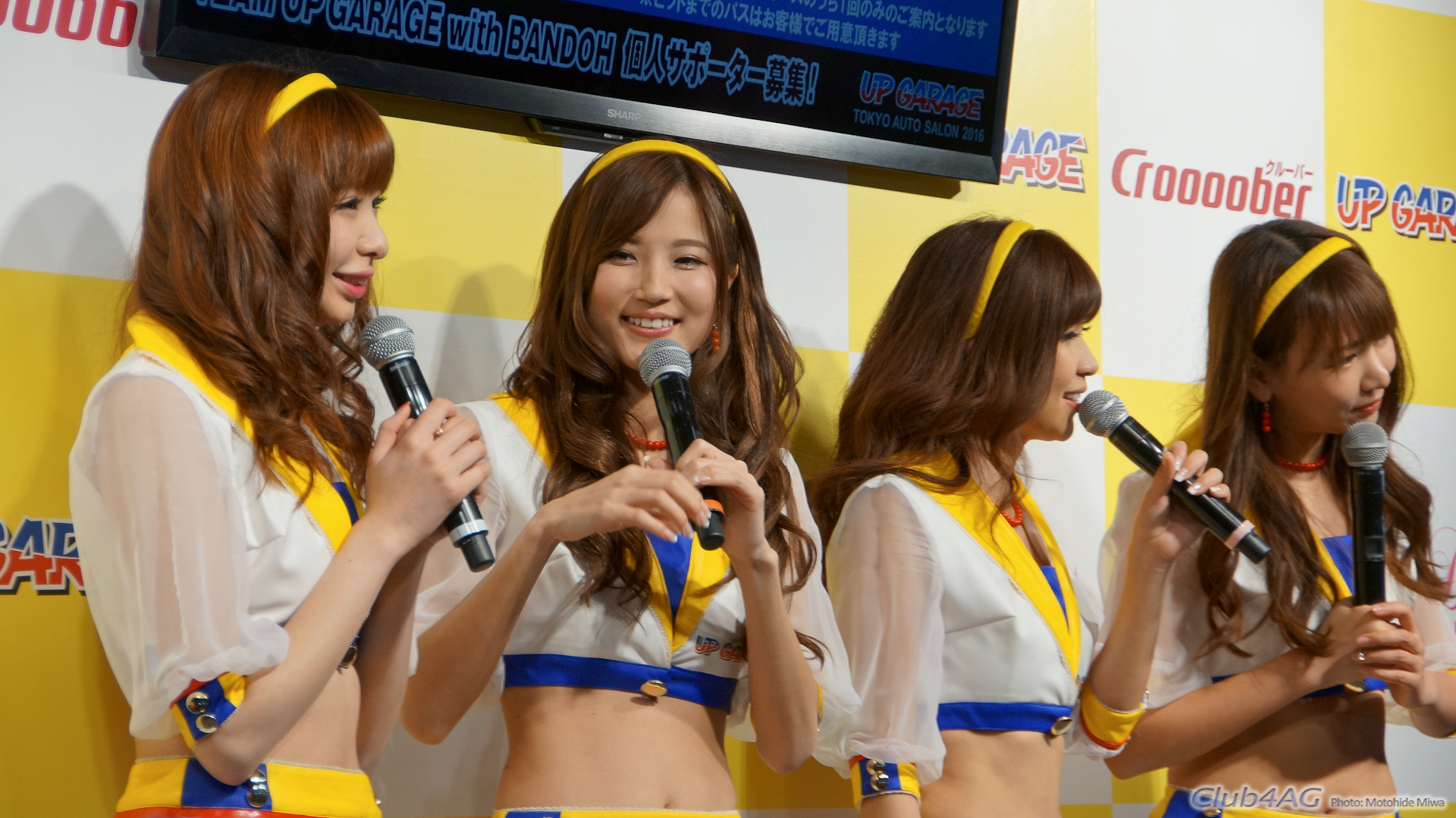
2015年のアップガレージ・ドリフトエンジェルス。写真左から2番目が永瀬あや。
（東京オートサロン2016にて）

- 麻雀が得意で、雀荘でバイトしたことがあったという。憧れの雀士は二階堂姉妹[7]。
- ドリエンのオーディションでは、中森明菜の『少女A』を歌って合格[15]。しかしダンス経験のなかった永瀬はレッスンでも他メンバーの足を引っ張ってばかりだったという[15]。
- ドリエンのステージでは漫才を披露することがあり、和泉テルミと『愛ご団体』[16]、斉藤絢女と『ちゃわんむし』[17]を組んでいた。
- 永瀬の卒業後、1980年代生まれのドリエンメンバーは2019年の安藤麻貴[注 1]まで存在しなかった。なお2019年はドリエン10周年を記念して、『スーパードリエンサポーターズ』として同年度メンバー[注 2]のサポート（コントローラー）を務めることが報じられている。

## レースクイーン
| 年     | カテゴリー             | チーム名                               | 他メンバー                        |
| ------ | ---------------------- | -------------------------------------- | --------------------------------- |
| 2012年 | SUPER GT               | マッハ車検GAL                          | 桜井未来、渋谷ゆり、青山華佳      |
| 2013年 | SUPER GT               | マッハ車検GAL                          | 西村麻衣、山村ケレール 井手よしの |
| 2014年 | SUPER GT               | TWSプリンセス                          | 渕脇レイナ、森紗羅、辻井美香      |
| 2014年 | D1グランプリ           | アップガレージ「ドリフトエンジェルス」 | 千葉悠凪、日野礼香、和泉テルミ    |
| 2015年 | SUPER GT、D1グランプリ | アップガレージ「ドリフトエンジェルス」 | 立花かな、岩瀬香奈、斉藤絢女      |

## 作品

### DVD
- Hip & Leg（2014年7月24日、イーネット・フロンティア）
- ハイレグが一番似合う（2014年11月21日、イーネット・フロンティア）
- もしかして、騙されてる?（2015年2月20日、ラインコミュニケーションズ）
- 永瀬あやに恋してしまったら…（2015年5月29日、シャイニングスター）
- もう普通じゃいられない（2015年8月20日、ラインコミュニケーションズ）
- Venus（2017年8月18日、No brand）

### テレビ
- マスカットナイト（2015年10月8日 - 2016年3月17日・11月3日、テレビ東京）